# Чуваксино (Вологодская область)
Чуваксино — деревня в Грязовецком районе Вологодской области России.
Входит в состав Перцевского муниципального образования, с точки зрения административно-территориального деления — в Перцевский сельсовет.
Расстояние по автодороге до районного центра Грязовца — 14 км, до центра муниципального образования Слободы — 24 км. Ближайшие населённые пункты — Большие Дворища, Рамешки, Меленка.
По переписи 2002 года население — 2 человека.